# Urho Castrén

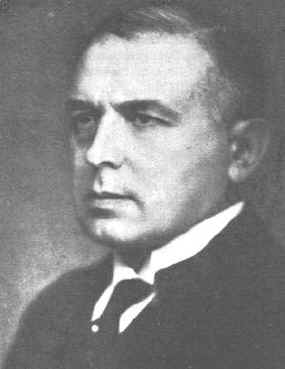
Urho Castrén

Urho Jonas Castrén (* 30. Dezember 1886 in Jyväskylä; † 8. März 1965 in Helsinki) war ein finnischer Politiker und Ministerpräsident.
Der studierte Rechtswissenschaftler war Präsident des Obersten Verwaltungsgerichts sowie von Dezember 1925 bis Dezember 1926 Justizminister im Kabinett von Kyösti Kallio.
Vom 21. September bis zum 17. November 1944 war Castrén, der der Nationalen Sammlungspartei (Kokoomus) angehörte, Ministerpräsident einer Übergangsregierung. Zwei Tage vor seinem Amtsantritt war der Waffenstillstandsvertrag mit der Sowjetunion unterzeichnet worden.